# Каражал
Каража́л (каз. Қаражал/Qarajal) — город областного подчинения в Улытауской области Казахстана, в 275 км от г. Жезказган. Конечная станция железнодорожной ветки (66 км) от линии Жарык — Жезказган. Возник в связи с развитием горнодобывающей промышленности (железная руда).
Подчинённые Городской администрации Каражал населённые пункты:
- город Каражал;
- посёлок Жайрем;
- посёлок Шалгинский.

Кроме того, имеются поселения Ктай (Актай), Клыч, ВСО, ГРЭ, подхоз бывшего ЖГОКа, курорт Шалгия.

## История
Каражал с казахского переводится как «черная грива».Қара-чёрный ,жал-грива.В старые времена казахи так называли гребень гор и холмов(горная гряда) - напоминающая очертаниями конскую гриву. В этой местности расположено большое количество холмов (сопок), так называемый  Казахский мелкосопочник .
Летом 1911 года гидрогеолог А. А. Козырев обнаружил железные руды, находящиеся на поверхности земли. Но лишь в 1931 году Омская геолого-разведочная партия под руководством И. Г. Николаева провела разведочное бурение на сопке, расположенной западнее сопки Бестобе.
Таким образом появилось на карте новое богатейшее месторождение железно-марганцевых руд.
Рабочий посёлок Каражалского рудного месторождения  начал образовываться в начале 1930-х годов. 31 июля 1949 года была организована дирекция «Атасуйского рудника» в посёлке Атасу. В 1950 году рабочий посёлок получил имя «Каражал». В 1955 году в Каражале был организован трест «Атасурудстрой» для освоения Атасуйского рудного района — железорудной базы будущего Карагандинского металлургического комбината, строительство которого велось в тот период. В том же году был сдан в эксплуатацию карьер «Западный Каражал».
После строительства железнодорожной ветки «Атасу — Каражал», и завершения строительства первой очереди рудников «Западный Каражал» и «Большой Ктай», а также после сдачи в эксплуатацию дробильно-сортировочной фабрики, из одноимённого рабочего посёлка городского типа, Указом Президиума Верховного Совета Казахской ССР от 8 января 1963 года, был образован город Каражал.
30 июня 1971 года в районе Каражала — менее 90 км от города (на расстоянии немногим более 30 км от посёлка Шалгинский, ныне входящего в Городскую администрацию Каражал), произошло трагическое событие: катастрофа при приземлении спускаемого аппарата пилотируемого космического корабля «Союз-11», ставшая причиной гибели его экипажа — космонавтов Г. Т. Добровольского, В. Н. Волкова и В. И. Пацаева. 4 октября 1974 года на месте трагической посадки спускаемого аппарата состоялось открытие обелиска, посвящённого погибшим космонавтам, который впоследствии, в 2000-х годах, был полностью разрушен вандалами. В 2016 году на месте старого обелиска был возведён новый мемориал в честь погибшего экипажа «Союза-11»: 47°21′23″ с. ш. 70°07′16″ в. д.
В 1973 году, после образования Джезказганской области, город Каражал вошёл в её состав, в том же статусе города областного подчинения. В 1997 году, после упразднения Жезказганской области (бывшей Джезказганской, переименованной в 1992 году), город вновь вернулся в состав Карагандинской.
4 мая 2022 года указом президента Казахстана была образована Улытауская область, в состав которой вошёл и Каражал.

## Население
| Численность населения | Численность населения | Численность населения | Численность населения | Численность населения | Численность населения | Численность населения | Численность населения | Численность населения | Численность населения |
| 15.01.1959            | 15.01.1970            | 17.01.1979            | 12.01.1989            | 1991                  | 14.02.1999            | 2004                  | 2005                  | 2006                  | 2007                  |
| --------------------- | --------------------- | --------------------- | --------------------- | --------------------- | --------------------- | --------------------- | --------------------- | --------------------- | --------------------- |
| 12 339                | ↗17 702               | ↘15 189               | ↗16 135               | ↘15 800               | ↘12 658               | ↘10 658               | ↘10 331               | ↘10 122               | ↘9831                 |
| 2008                  | 25.02.2009            | 2010                  | 2011                  | 2012                  | 2013                  | 2014                  | 2015                  | 2016                  | 2017                  |
| ↘9783                 | ↗10 027               | ↘9988                 | ↘9888                 | ↘9765                 | ↘9645                 | ↘9575                 | ↘9467                 | ↘9237                 | ↘8537                 |
| 2018                  | 2019                  |                       |                       |                       |                       |                       |                       |                       |                       |
| ↘8363                 | ↘8091                 |                       |                       |                       |                       |                       |                       |                       |                       |

На начало 2019 года, население города — 8091 человек, в составе территории городского акимата 18 435 человек ( с учётом поселка Жайрем ).
Национальный состав (на начало 2019 года):
- казахи — 13 847 (75,11 %)
- русские — 3590 чел. (19,47 %)
- украинцы — 237 чел. (1,29 %)
- татары — 182 чел. (0,99 %)
- немцы — 140 чел. (0,76 %)
- корейцы — 91 чел. (0,49 %)
- белорусы — 64 чел. (0,35 %)
- башкиры — 47 чел. (0,25 %)
- чеченцы — 22 чел. (0,12 %)
- поляки — 11 чел. (0,06 %)
- азербайджанцы — 18 чел. (0,10 %)
- молдоване — 15 чел. (0,08 %)
- мордвины — 20 чел. (0,11 %)
- узбеки — 29 чел. (0,16 %)
- чуваши — 17 чел. (0,09 %)
- греки — 2 чел. (0,01 %)
- другие — 70 чел. (0,38 %)
- Всего — 18 435 (100,00 %)

## Экономика
Промышленность представлена горнодобывающими предприятиями:
- ТОО «Оркен», ранее «Атасуруда» (дочерняя компания АО «АрселорМиттал Темиртау») — добыча железомарганцевой руды Каражалского месторождения Атасуйского рудного района (шахта «Западный Каражал»)[5];
- АО «Жайремский ГОК»[5] (ТОО «Казцинк»);
- Каражалская ТЭЦ.

В 10 км к югу от города ведётся добыча Каражалских минеральных вод.

## Культура, образование и инфраструктура
В городе имеются 4 общеобразовательных школы (с учётом всех населённых пунктов Городской администрации Каражал — 8 средних школ: 4 школы с казахским языком обучения, 1 школа с русским языком обучения, 3 школы — смешанные), 1 колледж, 2 детских дошкольных учреждения (1 в посёлке Жайрем и 1 в городе Каражал), «Дом культуры», «Детская музыкальная школа», централизованная библиотечная система, «Городская больница», «Специализированная детско-юношеская школа олимпийского резерва дзюдо».
Рядом с городом ранее располагалась исправительная колония строгого режима АК-159/22.

### Транспорт
Населённые пункты, входящие в Городскую администрацию Каражал, с железной дорогой Караганда — Жарык — Жезказган соединяют однопутные железнодорожные ветки:
- Атасу — Каражал (до железнодорожной станции «Каражал», и далее до промышленной площадки шахты «Западный Каражал»);
- Жомарт — Жайрем (до промышленной площадки АО «Жайремский ГОК»).

Один раз в сутки действуют двусторонние автобусные сообщения:
- Каражал — Жайрем — Караганда;
- Жезказган — Жайрем — Караганда;
- Жайрем — Караганда.

В районе посёлка Жайрем Городской администрации Каражал расположен одноимённый аэропорт с бетонной взлётно-посадочной полосой. Рядом с городом Каражал имеется грунтовая взлётно-посадочная полоса (бывший аэропорт «Каражал»).

## Руководители города
| 1. Турысов, Каратай Турысович 2. Лепихин Александр Федорович 3. Щуров Николай Иванович 4. Айтбаев Кусаин 5. Жанакбаев Зейнул Омарбекович 6. Бедаш Иван Иванович 7. Мустафин Жумаш Хасенович 8. Мурзин Виталий Михайлович 9. Кардашин Виктор Романович 10. Шабалин Владимир Михайлович 11. Даулеткеримов Аби Даулеткеримович 12. Артюшкина Людмила Сергеевна 13. Шапошников Владислав Евгеньевич | 1. Копеев Мухамбет Жуманазарович (1992—1995); 2. Кенжебаев Аманжан Конкакович 3. Ахпанова Гульбаршин Саурбековна 4. Есенов Усеин Байсынович 5. Ибрагимов Алтынбек Базарбаевич 6. Коргамбаев Есенали Курманалиевич 7. Каргин Ербулат Бейсембекович (19 января 2004 г. — 2008 г.) 8. Мукашев Галым Мейржанович (с июля 2008 года по август 2010 год) 9. Ашимов, Галым Абиханович (2010—2013) 10. Шорманбаев Кайрат Госманович (18 марта 2013 — Августа 2017) 11. Досаев Тлектес Темирбекович (2017—2023) 12. Елеусизов Айхын Кылышевич (с 09.2023) |